# Calendário Mariano
Calendário Mariano, ou Festas Marianas, é o conjunto de celebrações em louvor e honra de Maria, Mãe de Jesus. A Igreja Católica, desde o tempo dos primeiros cristãos, da Igreja Primitiva, já destinava uma deferência especial para com a mãe do Cristo. Ao longo dos séculos, o culto foi se intensificando e complexificando, até chegar o tempo presente, onde além das efemérides oficiais do Ano Litúrgico, apresenta uma infinidade de eventos locais, em todas as partes do mundo. Dividem-se, as celebrações, em: Festas, Memórias e Solenidades.
A diversidade, capilaridade e extensão do culto à Maria, o seu apelo popular (às vezes, hipertrofiado) são fundados em bimilenar tradição doutrinária, na Igreja (Católica e Ortodoxa, que neste ponto comungam). São inúmeros os escritos dos Doutores da Igreja, dos santos, e dos documentos oficiais dos sumos pontífices, que sempre demonstraram uma preocupação com a "reta ordenação" do culto à Maria. Mas, todos, inequívoca e sucessivamente, reafirmam o papel diferenciado da Mãe de Deus na "História da Salvação".
Não é de admirar, portanto, que um Pregador da Casa Pontifícia tenha expressado assim o papel de Maria, na Igreja:
| “ | Maria é a carta de Deus, pelo fato de ela pertencer à Igreja. Aliás, ela é a carta de Deus num sentido especial e único, porque não é só um membro da Igreja, porque não é só um membro da Igreja como os outros, mas é a figura mesma da Igreja, ou a Igreja no seu desabrochar... Uma carta que todos podem ler e entender, doutos e incultos: | ” |
|   | — Raniero Cantalamessa. |   |

## Solenidades
- Maria Santíssima, Mãe de Deus (1° de janeiro);
- Anunciação do Senhor (25 de março);
- Assunção de Maria ao Céu (15 de agosto)[nota 3]
- Imaculada Conceição (8 de dezembro).

## Festas
- Festa da Purificação de Maria e da Apresentação de Jesus no Templo (2 de fevereiro);
- Visitação (31 de maio);
- Natividade de Maria (8 de setembro).

## Memórias
- Nossa Senhora Rainha (22 de agosto);
- Nossa Senhora das Dores (15 de setembro);
- Nossa Senhora do Rosário (7 de outubro);
- Apresentação de Nossa Senhora (21 de novembro).

## Memórias Facultativas
- Coração Imaculado de Maria - No sábado subsequente à Solenidade do Sagrado Coração de Jesus;
- Nossa Senhora do Carmo (16 de julho);
- Dedicação da Basílica de Santa Maria Maior (5 de Agosto).